# 용인 발음
용인 발음(容認發音, 영어: Received Pronunciation, RP)은 20세기 초까지 영국 영어에서 표준으로 여겨지며 가장 높은 사회적 위신을 지녔던 악센트이다. 일반적으로 여왕의 영어(Queen's English) 또는 왕의 영어(King's English)라고도 불린다. RP 연구는 발음 문제에만 한정되며, 표준 영국 영어의 다른 특징인 어휘, 문법, 스타일 등은 고려되지 않는다.
언어학자들은 RP의 정확한 정의, 지리적 중립성, 화자 수, 하위 변종의 특성 및 분류, 표준으로서의 적합성, 시간이 지남에 따라 악센트가 어떻게 변했는지, 심지어 그 이름에 대해서도 오랫동안 의견이 일치하지 않았다. 또한 RP는 지난 세기 동안 크게 변화하여, 20세기 초의 많은 전사 및 분석 전통이 구식이 되거나 언어학자들에게 더 이상 증거 기반으로 간주되지 않는다. 표준 남부 영국 영어(Standard Southern British English, SSBE)는 일부 언어학자들이 20세기 후반 RP로부터 점진적으로 발전하여 남잉글랜드의 일반적인 표준 변종으로 대체된 변종에 사용하는 명칭인 반면, 다른 학자들은 이제 단순히 SSBE와 RP를 동의어로 사용한다. 그럼에도 불구하고 RP 분석의 오래된 전통은 예를 들어 언어 교육 및 비교언어학에서 여전히 일반적으로 가르쳐지고 사용되며, RP는 영국 사회에서 여전히 인기 있는 포괄적 용어로 남아 있다.

## 역사
영국의 음성학자 대니얼 존스의 영어 발음 사전 (1917) 초판에서 그는 이 악센트를 "퍼블릭 스쿨 발음"이라고 명명했다. 1926년 2판에서는 "더 나은 용어가 없으므로 이어서 용인 발음(Received Pronunciation)이라고 부른다"고 썼다. 그러나 이 용어는 P. S. 뒤 퐁소가 1818년에 훨씬 더 일찍 사용했으며, 옥스포드 영어사전은 약 1710년까지 거슬러 올라가는 인용문을 인용하고 있다. 비슷한 용어인 '받아들여진 표준(received standard)'은 H. C. K. 와일드가 1927년에 만들었다. 초기 음성학자 알렉산더 존 엘리스는 두 용어를 번갈아 사용했지만, 존스보다 훨씬 더 넓은 정의를 사용하며 "균일하게 교육받은 영어 발음이라는 것은 존재하지 않으며, rp과 rs은 개인마다 다른 가변적인 양이지만, 그 모든 변종들은 '용인되고', 이해되며, 주로 눈에 띄지 않는다"고 말했다.
15세기 말까지 시티오브런던에 한 형태의 표준 영어가 확립되었지만, 19세기 후반까지는 RP와 유사한 형태를 띠지 않았다. RP는 특히 골든 트라이앵글 대학들, 즉 런던, 옥스퍼드, 케임브리지 대학과 이들 대학에 진학하는 이튼, 해로우, 럭비와 같은 퍼블릭 스쿨들이 위치한 남동부 미들랜드 방언들과 가장 많은 공통점을 가지고 있다. 1922년, BBC는 RP를 방송 표준으로 채택하며, 전 세계적으로 널리 이해된다는 점을 그 이유로 들었다.
파울러의 현대 영어 용법 (1965)에 따르면, "정확한 용어는 '용인 발음'이다. '용인된(received)'이라는 단어는 '받아들여진 지혜'에서처럼 '받아들여진' 또는 '승인된'이라는 원래 의미를 전달한다."

### 대안 이름
일부 언어학자들은 RP의 적합성에 대한 유보를 표명하면서도 "RP"라는 용어를 사용해 왔다. 케임브리지에서 출판된 영어 발음 사전(외국어 학습자를 대상으로 함)은 "용인 발음"이라는 이름이 "구식"이며 BBC 뉴스 진행자들이 더 이상 높은 사회 계층과 특권을 청취자들에게 시사하지 않는다는 근거로 "BBC 발음"이라는 문구를 사용한다. 다른 작가들도 "BBC 발음"이라는 이름을 사용했다. '여왕의 영어(The Queen's English)'라는 용어도 일부 작가들에 의해 사용되었다.
음성학자 잭 윈저 루이스는 자신의 블로그에서 "용인 발음"이라는 이름에 대해 자주 비판했다. 그는 이를 "불쾌하다"고 불렀고, "터무니없이 구식이고, 지역적이며, 궤변적인 용어"라고 했으며, 미국 학자들이 이 용어를 "꽤 이상하게" 여긴다고 언급했다. 그는 1970년대에 출판된 그의 A Concise Pronouncing Dictionary of American and British English 및 후속 출판물에서 "미국 영어"와 병행하여 "일반 영국 영어"(General British)라는 용어를 사용했다. "일반 영국 영어"라는 이름은 Gimson의 영어 발음 최신판에 채택되었다. 베벌리 콜린스와 잉거 미스는 종종 RP라고 불리는 것에 대해 "비지역 발음(Non-Regional Pronunciation)"이라는 용어를 사용하고, "용인 발음"이라는 용어는 "20세기의 상류층 말투"에 한정하여 사용한다. 용인 발음은 옥스퍼드 대학교 대부분의 구성원의 악센트였기 때문에 때때로 "옥스퍼드 영어"라고 불리기도 했다. 국제 음성 협회 핸드북은 "표준 남부 영국 영어(Standard Southern British)"라는 이름을 사용한다. 4페이지에는 다음과 같이 쓰여 있다.
표준 남부 영국 영어(여기서 '표준'은 '정확성'이라는 가치 판단을 의미하는 것으로 해석되어서는 안 된다)는 '용인 발음'('RP')이라고 불리던 것의 현대적 등가물이다. 이는 잉글랜드 남동부의 악센트로, 그곳에서 그리고 (다양한 정도로) 영국 제도 및 그 외 지역에서 위신 있는 표준으로 기능한다.

### 하위 변종
단일 RP 표준을 정의하는 어려움에 직면하여 일부 연구자들은 하위 변종들을 구별하려고 시도했다.
- Gimson (1962)은 보수적(Conservative), 일반적(General), 진보적(Advanced) RP를 제안했다. "보수적 RP"는 특정 사회적 배경을 가진 나이 든 화자들과 관련된 전통적인 악센트를 의미했다. 일반적 RP는 화자의 나이, 직업 또는 생활 방식과 관련하여 중립적인 것으로 간주되었다. 진보적 RP는 젊은 세대 화자들의 발음을 의미했다.[30][31] 후속판(예: Gimson 2008)에서는 일반적(General), 세련된(Refined), 지역적(Regional) RP라는 용어를 사용한다. Gimson 책의 최신 개정판에서는 일반 영국 영어(General British, GB), 현저한 GB(Conspicuous GB), 지역적 GB(Regional GB)라는 용어를 선호한다.[27]
- Wells (1982)는 "주류 RP"와 "U-RP"를 언급한다. 그는 김슨의 보수적 RP와 진보적 RP 범주가 각각 나이 든 사람들과 젊은 사람들의 U-RP를 의미한다고 제안한다. 그러나 웰스는 "U-RP에 대한 고정관념과 현실을 분리하기 어렵다"고 말했다.[32] 2013년 2월 블로그에서 웰스는 "트루질 등이 주장하듯이 영어 사용자 중 아주 적은 비율만이 RP를 사용한다면, U-RP를 사용하는 비율은 거의 미미할 것"이며 "오늘 다시 작업한다면 'U-RP'에 대한 모든 언급을 삭제할 것 같다"고 썼다.[33]
- 업턴은 RP(웰스의 "주류 RP"와 동일시함), 전통적 RP(람사란 1990 이후), 그리고 더 오래된 버전인 크루텐던의 "세련된 RP"를 구별한다.[34]
- 대영 도서관 웹사이트의 한 기사는 보수적(Conservative), 주류(Mainstream), 현대적(Contemporary) RP를 언급한다.[35]

## 유행과 인식
전통적으로 용인 발음은 높은 사회 계층과 연관되어 왔다. 이는 "남성 가족이 명문 공립 기숙 학교에서 교육받은 남부 영어 화자 가족의 일상 언어"였으며, 학교에 입학하기 전에는 화자의 출신 지역에 대한 정보를 전달하지 않았다. 1891년 교사 핸드북에는 "교육받은 사람들은 어느 지역 출신인지 아무도 알 수 없도록 말하는 것이 본업이다"라고 명시되어 있다. 그럼에도 불구하고 19세기에는 윌리엄 유어트 글래드스턴과 같은 일부 영국 총리들도 여전히 지역적 특성을 띠는 발음을 사용했다.
영국인 중 RP를 사용하는 비율에 대한 의견은 다양하다. 트루질은 1974년에 3%로 추정했지만, 이 대략적인 추정치는 J. 윈저 루이스에 의해 의문이 제기되었다. 업턴은 5%(Romaine, 2000) 및 10%(Wells, 1982)와 같은 더 높은 추정치를 언급하지만, 이는 견고한 연구에 기반하지 않은 "추정치"라고 말한다.
RP가 비지역적이라는 주장은 런던과 잉글랜드 남동부에서 가장 흔히 발견되기 때문에 논란의 여지가 있다. 간결 옥스포드 영어 사전에서는 "잉글랜드 남부에서 사용되는 영어의 표준 악센트"로 정의하고 있으며, "표준 남부 영국 영어"와 같은 대체 명칭도 사용되었다.
RP가 역사적으로 영국에서 높은 사회적 위신을 가졌음에도 불구하고, 권력, 돈, 영향력을 가진 사람들의 악센트로 여겨졌지만, 일부 사람들에게는 부당하거나 우연한 특권과 연관되어 부정적으로 인식될 수도 있다. 또한 영국의 남동부 지역의 정치적 권력을 상징하는 것으로 여겨지기도 한다. 1997년 설문조사에 따르면, 제인 스튜어트-스미스는 "RP는 글래스고에서 거의 위신이 없으며, 일부 지역에서는 적대적인 시선을 받는다"고 썼다. 2007년 설문조사에서는 스코틀랜드와 북아일랜드 거주자들이 RP를 싫어하는 경향이 있다는 결과가 나왔다. 좌파 정치적 견해를 가진 일부 사람들은 노동 계층의 악센트를 자랑스럽게 여기는 경향이 있어 RP를 기피하기도 한다.
제2차 세계 대전 이후, 그리고 1960년대 이후 점점 더 지역적 영국 방언에 대한 더 넓은 수용이 교육 및 공공 생활에서 자리 잡았다. 그럼에도 불구하고, 1969년부터 2022년까지의 설문조사는 RP가 영국에서 가장 권위 있는 영어 악센트로 인식된다는 것을 일관되게 보여준다. 2022년에는 영국 성인의 25%가 직장에서 자신의 지역 악센트 때문에 조롱당했다고 보고했으며, 46%는 사교 모임에서 그랬다고 보고했다.

## 사용

### 미디어
영국 방송 초기에는 영국인 아나운서들이 거의 보편적으로 RP를 사용했다. 라이스 경은 "어느 나라에서도 비웃음을 사지 않을 영어의 스타일 또는 품질"이 되는 "BBC 악센트" 사용을 권장했다. 그는 BBC 악센트를 '옥스퍼드 악센트'와 구별했는데, 그는 옥스퍼드 악센트를 "맹렬히 반대"했다. 1926년 BBC는 방송 영어 자문 위원회를 설립하여 대니얼 존스를 비롯한 저명한 전문가들이 방송 언어의 올바른 발음 및 기타 측면에 대해 자문하도록 했다. 이 위원회는 성공적이지 못했고 제2차 세계 대전 이후 해산되었다.
BBC는 아나운서들에게 발음에 대해 조언했지만, 공식적인 BBC 발음 표준은 결코 정식화된 적이 없었다. RP 사용에서 주목할 만한 변화는 제2차 세계 대전 중 요크셔 출신의 뉴스 진행자 윌프레드 피클스에 의해 일어났다. 그의 악센트는 청취자들이 BBC 방송과 독일 선전을 더 명확하게 구별할 수 있게 해주었다. 비록 피클스는 그의 악센트를 RP에 가깝게 수정했지만 말이다.
제2차 세계 대전 이후 RP는 방송 언어에서 훨씬 더 작은 역할을 해왔다. RP는 여전히 BBC 라디오 3과 라디오 4의 아나운서와 뉴스 진행자, 그리고 일부 TV 채널에서 가장 자주 들리는 악센트이지만, 비RP 악센트는 이제 더 널리 접할 수 있게 되었다.

### 사전
영국에서 출판되는 대부분의 영어 사전(옥스포드 영어사전 포함)은 이제 모든 단어에 대한 음성 전사된 RP 발음을 제공한다. 발음 사전은 다양한 가능한 발음을 제공하는 특별한 종류의 사전이다. 영국 발음 사전은 모두 RP를 기반으로 하지만, 반드시 그 이름을 사용하지는 않는다. 대니얼 존스는 영어 발음 사전에 단어와 이름의 RP 발음을 전사했다. 케임브리지 대학교 출판부는 피터 로치가 1997년부터 편집한 이 서적을 계속 출판하고 있다. 두 가지 다른 발음 사전이 일반적으로 사용되는데, 존 C. 웰스가 편찬한 롱맨 발음 사전(Longman Pronunciation Dictionary)() (이름은 "용인 발음"을 사용함)과 클라이브 업턴의 옥스포드 현대 영어 발음 사전(Oxford Dictionary of Pronunciation for Current English)() (현재는 The Routledge Dictionary of Pronunciation for Current English로 재출판됨)이다.

### 언어 교육
발음은 언어 학습 및 교육의 필수 구성 요소이다. 학습자들이 목표로 삼을 모델 악센트가 필요하며, 교재 및 교실 자료에서 설명의 기초 역할을 해야 한다. RP는 영국 영어 교사 및 학습자에게 전통적인 선택이었다. 그러나 발음 모델의 선택은 어려우며, RP의 채택은 여러 면에서 문제가 있다.

## 음운론

### 자음
|        | 양순 | 양순 | 치 | 치 | 치경 | 치경 | 후치경 | 후치경 | 경구개 | 경구개 | 연구개 | 연구개 | 성문 | 성문 |
| ------ | ---- | ---- | -- | -- | ---- | ---- | ------ | ------ | ------ | ------ | ------ | ------ | ---- | ---- |
| 비음   |      | m    |    |    |      | n    |        |        |        |        |        | ŋ      |      |      |
| 파열음 | p    | b    |    |    | t    | d    |        |        |        |        | k      | ɡ      |      |      |
| 파찰음 |      |      |    |    |      |      | tʃ     | dʒ     |        |        |        |        |      |      |
| 마찰음 | f    | v    | θ  | ð  | s    | z    | ʃ      | ʒ      |        |        |        |        | h    |      |
| 접근음 |      |      |    |    |      | l    |        | r      |        | j      |        | w      |      |      |

비음과 유음(/m/, /n/, /ŋ/, /r/, /l/)은 무강세 음절에서 성절음이 될 수 있다. RP에서 자음 /r/은 일반적으로 후치경 접근음이며, 이는 일반적으로 국제 음성 기호에서 [ɹ]로 표현되지만, 해당 주제에 대한 대부분의 문헌에서는 전통적으로 /r/ 기호가 RP에 사용된다.
무성 파열음(/p/, /t/, /k/, /tʃ/)은 음절 초에 오면 흡기되며, 완전히 무강세 모음이 뒤따르지 않는 한 그렇다. (예를 들어, "impasse"에서 /p/는 "-passe"에 주강세가 있으므로 흡기되지만, "-pass"에 강세가 없는 "compass"에서는 흡기되지 않는다.) 흡기는 /s/가 같은 음절에서 앞에 올 때는 발생하지 않으며, "spot" 또는 "stop"과 같다. 공명음 /l/, /r/, /w/, 또는 /j/가 뒤따를 때는 이 흡기가 공명음의 부분적인 무성음화로 표시된다. /r/은 무성음화될 때 마찰음이다.
음절 말의 /p/, /t/, /tʃ/, /k/는 성문 파열음이 선행하거나(성문 강화), 특히 /t/의 경우 성절 비음 앞에 올 때 성문 파열음으로 완전히 대체될 수 있다(bitten [ˈbɪʔn̩]). 성문 파열음은 크리키 보이스; 따라서, attempt [əˈtʰemʔt]의 대안적인 음성 전사는 [əˈtʰemm̰t]가 될 수 있다.
다른 영어 변종과 마찬가지로, 유성 파열음(/b/, /d/, /ɡ/, /dʒ/)은 발화 경계에서 또는 무성 자음에 인접하여 부분적으로 또는 심지어 완전히 무성음화된다. 유성음과 무성음 사이의 음성 구별은 여러 다른 차이에 의해 강화되므로, 유성음의 무성음화가 존재하더라도 두 자음을 명확하게 구별할 수 있다.
- 음절 초 무성 자음의 흡기
- /p, t, k, tʃ/의 음절 말 성문 강화
- 무성 자음 앞 모음의 단축

결과적으로, 일부 저자들은 무성음과 유성음 대신 경음과 연음이라는 용어를 선호한다. 그러나 후자는 전통적이며 더 자주 사용된다.
유성 치 마찰음(/ð/)은 약한 치 파열음인 경우가 더 많다. 순서 /nð/는 종종 [n̪n̪](장치 비음)으로 실현된다. /l/은 음절 종성에서 연구개음화된 이음([ɫ])을 가진다. /h/는 유성음 사이에서 유성음화된다([ɦ]).

### 모음

용인 발음의 비교적 보수적인 변종의 단모음. 에서 발췌.

현대 용인 발음의 단모음. 에서 수정.

용인 발음과 미국 영어 약모음의 범위. 에서 발췌.

일부 용인 발음 단모음의 이음 (음운론), Collins & Mees (2003)에서 발췌. 붉은색은 어두운 //l// 앞에 나타나며, 파란색은 연구개음 앞에 나타난다.

|        | 전설 | 중설 | 후설 | 후설 |
| 비원순 | 전설 | 중설 | 원순 |      |
| ------ | ---- | ---- | ---- | ---- |
| 고     | ɪ    | ʊ    |      |      |
| 중     | e    | ə    | ʌ    | ɒ    |
| 저     | æ    |      |      |      |

짧은 모음의 예: k'i't, mirror 및 rabbit의 /ɪ/, foot 및 cook의 /ʊ/, dress 및 merry의 /e/, strut 및 curry의 /ʌ/, trap 및 marry의 /æ/, lot 및 o'range의 /ɒ/, ago 및 sofa의 /ə/.
|    | 전설        | 중설        | 후설        |
| -- | ----------- | ----------- | ----------- |
| 고 | iː (listen) | uː          |             |
| 중 | ɛː (listen) | ɜː (listen) | ɔː (listen) |
| 저 |             |             | ɑː (listen) |

장모음의 예: fleece의 /iː/, goose의 /uː/, bear의 /ɛː/, nurse 및 furry의 /ɜː/, north, force 및 thought의 /ɔː/, father 및 start의 /ɑː/.
장모음인 중전설 모음 /ɛː/는 다른 곳에서 전통적인 기호인 ⟨ɛə, eə⟩로 전사된다. 현대 RP에서 지배적인 실현은 단모음화이다.

#### "장모음"과 "단모음"
RP 모음 체계에 대한 많은 전통적인 설명은 비이중모음 모음을 "장모음"과 "단모음"으로 분류한다. 이는 RP에 모음 길이만이 유일한 차이인 최소 대립쌍이 있다는 의미로 받아들여져서는 안 된다. "장모음"과 "단모음"은 여러 음성적 특징을 위한 편리한 포괄 용어이다. 위에 표시된 장단 짝들은 또한 모음 음질의 차이를 포함한다.
RP에서 "장모음" 고모음으로 불리는 /iː/와 /uː/는 약간 이중모음화되어 있으며, 음성학 문헌에서는 종종 이중모음 [ɪi]와 [ʊu]로 세밀하게 전사된다. 이중모음 /uː/의 시작점은 [ʊ]에 가깝거나 더 중앙화되고 심지어는 비원순화된 [ɨ̞]일 수 있으며, 그 세밀한 전사는 [ʊu] 또는 [ɨ̞ɯ̈]일 수 있다.
모음은 음운론적으로 길거나 짧을 수 있지만(즉, 장모음 또는 단모음 음소 그룹에 속할 수 있음) 길이는 문맥의 영향을 받는다. 특히, 음절에서 무성음(경음)이 뒤따르면 단축되므로, 예를 들어 bat [bæʔt]의 모음은 bad [bæˑd]의 모음보다 짧다. 이 과정은 프리-포르티스 클리핑으로 알려져 있다. 따라서 한 문맥에서 음운론적으로 짧은 모음은 다른 문맥에서 음운론적으로 긴 모음보다 음성적으로 더 길 수 있다. 예를 들어, reach /riːtʃ/(무성 자음으로 끝남)에서 "긴" /iː/라고 불리는 모음은 ridge /rɪdʒ/(유성 자음으로 끝남) 단어에서 "짧은" /ɪ/라고 불리는 모음보다 짧을 수 있다. (Cruttenden 2014)에 인용된 Wiik는 유성 자음 앞의 짧은 모음의 평균값이 172 ms이고 무성 자음 앞의 긴 모음의 평균값이 165 ms임을 보여주는 영어 모음의 지속 시간을 발표했다.
자연스러운 말에서 파열음 /t/와 /d/는 발화 마지막에 거의 들리지 않게 풀리며, 유성 자음은 부분적으로 또는 완전히 무성음화된다([b̥æˑd̥]에서처럼). 따라서 bad와 bat, 또는 seed와 seat와 같은 단어 쌍 사이의 지각적 구별은 주로 모음 길이에 달려 있다(비록 성문 강화의 유무가 추가적인 단서를 제공하더라도).
무강세 모음은 강세 모음보다 짧고 더 중앙화된다. 모음 앞에 오고 마지막 위치에 오는 무강세 음절에서는 장모음과 단모음 고모음 간의 대조가 중화되고 짧은 [i]와 [u]가 나타난다(예: happy [ˈhæpi], throughout [θɹuˈaʊʔt]). 이 중화는 많은 영어 방언에서 흔하지만, 예를 들어 [ɪ] 대신 [i]의 음성적 실현(즉, happy-tensing)은 보편적이지 않다.
음성학자 제인 세터에 따르면, /uː/의 짧은 변이형의 전형적인 발음은 약하게 원순화된 근고 근후설 원순 모음 [ʊ̜]이다.

#### 이중모음과 삼중모음
| 이중모음                        | 예시            | 예시            |
| 닫히는 이중모음                 | 닫히는 이중모음 | 닫히는 이중모음 |
| ------------------------------- | --------------- | --------------- |
| /eɪ/ [[:Media:en-uk-a.ogg\|]]   | /beɪ/           | bay             |
| /aɪ/ [[:Media:en-uk-I.ogg\|]]   | /baɪ/           | buy             |
| /ɔɪ/ [[:Media:en-uk-oi.ogg\|]]  | /bɔɪ/           | boy             |
| /əʊ/ [[:Media:En-uk-oh.ogg\|]]  | /bəʊ/           | beau            |
| /aʊ/                            | /baʊ/           | bough           |
| 중앙 이중모음                   |                 |                 |
| /ɪə/ [[:Media:en-uk-ear.ogg\|]] | /bɪə/           | beer            |
| /ʊə/                            | /bʊə/           | boor            |

용인 발음의 이중모음. 에서 발췌.

용인 발음의 닫히는 이중모음 (//iː//와 //uː//의 이중모음 실현 포함). 에서 수정.

용인 발음의 중앙 이중모음. 에서 수정.

중앙 이중모음은 RP에서 점진적으로 사라지고 있다. 모음 /ɔə/(door, boar와 같은 단어에 사용됨)는 제2차 세계 대전까지는 대부분 /ɔː/와 합쳐졌고, 모음 /ʊə/(poor, tour와 같은 단어에 사용됨)는 최근 대부분의 화자들 사이에서 /ɔː/와 합쳐졌다. 비록 /ʊə/ 소리가 보수적인 화자들과 boor와 같은 덜 일반적인 단어에서 여전히 발견되지만 말이다. CURE–FORCE 합병을 참조하라. 최근 /ɛə/는 위에서 설명했듯이 순수한 장모음 /ɛː/가 되었다. /ɪə/는 기존의 어떤 모음과도 합쳐지지 않으면서도 단모음 [ɪː]로 발음되는 경향이 있다.
이중모음 /əʊ/는 일부 RP 화자들이 /l/ 앞에 올 때, 그 자음이 음절 종성이며 뒤에 모음이 오지 않는 경우("어두운 l"로 발음되는 문맥) 눈에 띄게 다르게 발음한다. 이 경우 /əʊ/의 실현은 더 후방적이고 원순화되며 때로는 더 개방적인 모음 음질로 시작하며, [ɔʊ] 또는 [ɒʊ]로 전사될 수 있다. 이 이중모음 시작점의 후방성은 /l/을 위해 혀의 뒤쪽이 올라가면서 발생하는 이음적 변이의 결과일 가능성이 높다. 만약 화자가 "l-모음화"를 가지고 있다면, /l/은 후방 원순 모음으로 실현되며, 이는 다시 조음 효과로 인해 선행 모음에서 후방화 및 원순화를 유발할 가능성이 높다. 이 현상은 존 C. 웰스의 여러 블로그에서 논의되었다. 이 문서에 포함된 녹음에서 "fold his cloak"이라는 구문에는 두 가지 다른 문맥에서 /əʊ/ 이중모음의 예시가 포함되어 있다. "fold"의 pre-/l/ 이중모음의 시작점은 "cloak"의 시작점보다 약간 더 후방적이고 원순화되어 있다.
RP는 또한 tire의 /aɪə/, tower의 /aʊə/, lower의 /əʊə/, layer의 /eɪə/, loyal의 /ɔɪə/와 같은 삼중모음을 가지고 있다. 이 항목들의 실현은 여러 가지 가능성이 있다. 느리고 조심스러운 발화에서는 세 가지 다른 모음 음질이 연속적으로 나타나는 두 음절로 발음될 수도 있고, 단음절 삼중모음으로 발음될 수도 있다. 더 자연스러운 발화에서는 연음화라고 알려진 과정에 의해 중간 모음이 상당히 감소될 수 있으며, 이 과정의 극단적인 형태에서는 삼중모음이 단일 장모음으로까지 축소될 수도 있다. 이 경우 tower, tire, tar의 /aʊə/, /aɪə/, /ɑː/ 간의 차이가 중화되어 세 단위 모두 [ɑː] 또는 [äː]로 실현될 수 있다. 이러한 유형의 연음화는 타워-타이어, 타워-타르, 타이어-타르 합병으로 알려져 있다.
| 두 음절 | 삼중모음 | 중간 요소 상실 | 더욱 단순화됨 | 예시  |
| ------- | -------- | -------------- | ------------- | ----- |
| [aɪ.ə]  | [aɪə]    | [aːə]          | [aː]          | tire  |
| [ɑʊ.ə]  | [ɑʊə]    | [ɑːə]          | [ɑː]          | tower |
| [əʊ.ə]  | [əʊə]    | [əːə]          | [ɜː]          | lower |
| [eɪ.ə]  | [eɪə]    | [ɛːə]          | [ɛː]          | layer |
| [ɔɪ.ə]  | [ɔɪə]    | [ɔːə]          | [ɔː]          | loyal |

#### BATH 모음
BATH 어휘 목록에 있는 /æ/가 RP로 간주될 수 있는지에 대해서는 의견이 엇갈린다. /ɑː/로 발음되는 경우는 항상 RP로 인정된다. 영어 발음 사전은 BATH 단어에 /æ/를 인정하지 않으며, 롱맨 발음 사전은 이를 비RP 상태를 나타내는 § 기호와 함께 나열한다. 존 웰스는 2012년 3월 16일 블로그 글에서 자신이 잉글랜드 북부에서 자랄 때 "bath"와 "glass"에서 /ɑː/를 사용했으며, 이를 RP에서 유일하게 허용되는 음소로 간주한다고 썼다. 다른 이들은 /æ/가 잉글랜드 북부에서 너무나도 명확하여 제외될 수 없다고 주장한다. 클라이브 업턴은 이러한 단어에서 /æ/가 RP 내에서 고려되어야 한다고 믿으며, 반대 견해를 "남부 중심적"이라고 불렀다. 업턴의 Oxford Dictionary of Pronunciation for Current English는 BATH 단어에 대해 두 가지 변형을 모두 제시한다. A. F. Gupta의 주로 중산층 학생들을 대상으로 한 설문조사에서는 BATH 단어의 등어선 북쪽 출신 거의 모든 사람들이 /æ/를 사용한다는 것을 발견했다. 그녀는 "웰스와 머글스톤이 이것이 북부에서 사회언어학적 변수라고 주장하는 것은 정당화되지 않으며, 국경 지역[북부와 남부 사이의 등어선]에서는 사회언어학적 변수이다"라고 썼다. 웨스트 요크셔의 발화 연구에서 K. M. 페티트는 /ɑː/ 사용량이 "일반적인 요인들과 의미 있게 상관관계가 없을 정도로 너무 낮다"고 썼으며, 꾸준히 /ɑː/를 사용한 화자는 두 명(둘 다 남부의 기숙 학교에 다녔음)뿐이었다.
잭 윈저 루이스는 옥스포드 사전의 입장이 짧은 /æ/를 포함할지 여부에 대해 여러 번 바뀌었다고 언급했다. BBC 영국 이름 발음 사전은 /ɑː/만을 사용하지만, 저자 그레이엄 포인트는 자신의 블로그에서 두 가지 변형 모두 지명에서 허용된다고 언급했다.
일부 연구에서는 북잉글랜드의 많은 사람들이 BATH 단어의 /ɑː/ 모음을 싫어한다는 결론을 내렸다. A. F. Gupta는 "많은 북부 사람들이 /ɡrɑːs/에 대해 눈에 띄게 적대적이었으며, 이를 '우스꽝스럽다', '속물적이다', '거만하다' 또는 심지어 '바보 같다'고 묘사했다"고 썼다. 이 문제에 대해 K. M. Petyt는 여러 응답자들이 "자신들은 장모음 형태를 선호하지 않거나 정말로 싫어하거나 심지어 틀렸다고 말했다"고 썼다. 마크 뉴브룩은 이 현상을 "의식적 거부"라고 명명했으며, 그의 웨스트 위럴반도 연구에서 BATH 모음을 "RP의 의식적 거부의 주요 사례"로 인용했다.

#### 프랑스어 단어
존 웰스는 교육받은 영국인 화자들이 프랑스어 이름을 프랑스식으로 발음하려고 시도하는 경우가 많기 때문에, RP 모음 체계에 bon에서처럼 /ɒ̃/와 vingt-et-un에서처럼 /æ̃/ 및 /ɜ̃ː/를 주변적인 요소로 포함할 근거가 있다고 주장했다. 그는 또한 많은 영국인 화자들이 bon과 banc 또는 rue와 roue의 모음을 구별하는 데 성공하지 못한다는 이유로 다른 프랑스어 모음을 포함하는 것에 반대한다. 그러나 케임브리지 영어 발음 사전은 총 네 개의 비음 모음을 위해 /ɒ̃/(여기서는 /ɔ̃ː/로 표기됨)와 banc의 비원순화된 /ɑ̃ː/를 구별한다.

#### 대안 표기법
모든 참고 자료가 동일한 전사 체계를 사용하는 것은 아니다. 클라이브 업턴은 쇼터 옥스포드 영어사전 (1993)을 위해 전통적인 짐슨 체계에서 다섯 개의 기호를 변경한 수정된 체계를 고안했으며, 이는 현재 다른 많은 옥스퍼드 대학교 출판부 사전에서 사용되고 있다. 차이점은 아래 표에 나와 있다.
| 예시 단어 | 전통적인 기호 | 업턴의 개혁 기호 |
| --------- | ------------- | ---------------- |
| dress     | /e/           | /ɛ/              |
| trap      | /æ/           | /a/              |
| nurse     | /ɜː/          | /əː/             |
| square    | /eə/          | /ɛː/             |
| price     | /aɪ/          | /ʌɪ/             |

언어학자 제프 린지는 RP의 전사 체계가 구식이 되었다고 주장하며, 이를 대체할 새로운 체계(그는 이를 표준 남부 영국 영어, 또는 SSB라고 부름)를 제안했다.
린지의 체계는 다음과 같다. 표준 전사와의 차이는 괄호 안에 전통적인 전사로 표시되어 있다.
| 짧은    | 긴 (r-연음 유발) | +j 이중모음 | +w 이중모음 |
| ------- | ---------------- | ----------- | ----------- |
| /a/ (æ) | /ɑː/             | /ɑj/ (aɪ)   | /aw/ (aʊ)   |
| /ɛ/ (e) | /ɛː/ (ɛə)        | /ɛj/ (eɪ)   |             |
| /ɪ/     | /ɪː/ (ɪə)        | /ɪj/ (iː)   |             |
| /ɔ/ (ɒ) | /oː/ (ɔː)        | /oj/ (ɔɪ)   |             |
| /ɵ/ (ʊ) | /ɵː/ (ʊə)        |             | /ʉw/ (uː)   |
| /ə/     | /əː/ (ɜː)        |             | /əw/ (əʊ)   |
| /ʌ/     |                  |             |             |

## 역사적 변동
다른 모든 악센트와 마찬가지로 RP도 시간이 지남에 따라 변했다. 예를 들어, 20세기 전반의 음성 녹음과 영화는 RP 화자들이 land와 같은 단어의 /æ/ 소리를 [ɛ]에 가까운 모음으로 발음하는 것이 일반적이었음을 보여주며, 따라서 land는 오늘날 lend의 발음과 유사하게 들렸다. RP는 때때로 여왕의 영어로 알려져 있지만, 녹음은 엘리자베스 2세 여왕조차도 재위 기간 동안 자신의 발음을 변경하여 land와 같은 단어에서 [ɛ]와 유사한 모음을 사용하지 않게 되었음을 보여준다. RP의 변화는 "BBC 영어"의 본고장에서 관찰될 수 있다. 1950년대 BBC의 악센트는 오늘날과는 확연히 다르다. 1950년대의 뉴스 보도는 그 시기의 것으로 인식할 수 있으며, 해리 엔필드 쇼와 그의 "미스터 촐몬들리-워너" 스케치와 같이 1950년대 사회적 태도를 풍자하는 프로그램에서는 희극적 효과를 위해 모의 1950년대 BBC 목소리가 사용된다.

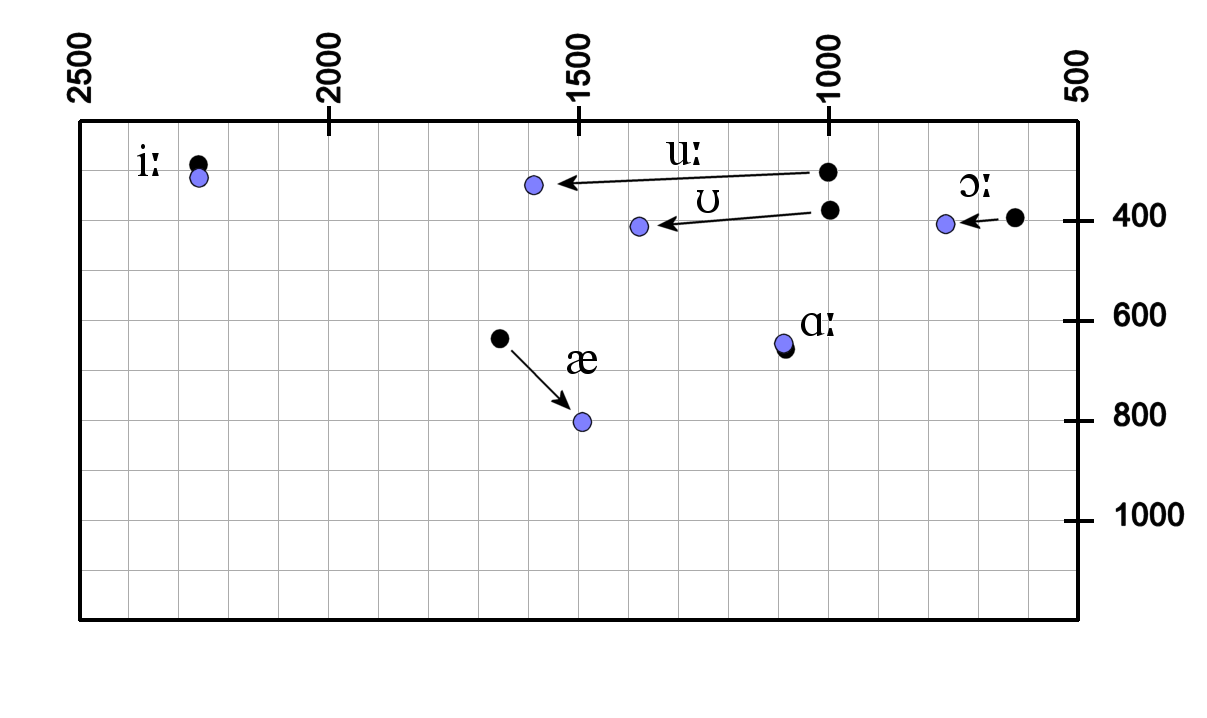
오래된(검은색) RP 화자와 젊은(밝은 파란색) RP 화자의 //iː æ ɑː ɔː ʊ uː// 포먼트 값 비교. 에서 발췌.

20세기와 21세기 초 RP의 변화를 보여주는 몇 가지 예시가 아래에 나와 있다. (RP 대신 "일반 영국 영어"라는 이름으로) 더 포괄적인 목록은 Gimson의 영어 발음에서 제공된다.

### 모음과 이중모음
- CLOTH, gone, off, often, cross와 같은 단어들은 이전에는 /ɒ/ 대신 /ɔː/로 발음되어 often과 orphan이 동음이의어였다(lot–cloth 분할 참조). 여왕은 더 오래된 발음을 계속 사용했지만,[109] 이제는 BBC에서 이러한 발음을 듣기 드물다.
- 이전에는 horse와 hoarse 사이에 구분이 있었고, hoarse, FORCE, pour와 같은 단어에는 추가적인 이중모음 /ɔə/가 나타났다.[110] 라이트가 사용한 기호는 약간 다르다. fall, law, saw의 소리는 /oː/로, more, soar 등의 소리는 /oə/로 전사된다. 대니얼 존스는 /ɔə/ 이중모음에 대해 설명하지만, "용인 영어(sic)를 사용하는 많은 화자들, 나 자신을 포함하여, 이 이중모음을 전혀 사용하지 않고 항상 /ɔː/로 대체한다"고 언급한다.[111] 이 구분은 20세기 후반까지 RP에서 사라졌다.[112]
- tour, moor, sure와 같은 단어의 모음은 이전에는 /ʊə/였지만, 현대의 많은 화자들에게서는 /ɔː/와 합쳐졌다. 이 두 합병(horse-hoarse 및 moor-more)의 효과는 이전에는 구별되던 poor, paw, pore(/pʊə/, /pɔː/, /pɔə/)와 같은 여러 세 가지 항목의 합병을 가져와 모두 /pɔː/가 되었다.
- DRESS 모음과 FACE 이중모음의 시작점은 중간 [e̞]에서 개방 중간 [ɛ]로 낮아졌다.[113]
- choice 이중모음의 시작점이 [ɔɪ]에서 [oɪ]로 높아졌다.[114]
- 제2차 세계 대전 이전에는 cup의 모음이 기본 [ʌ]에 가까운 후설 모음이었다. 그 후 전방으로 이동하여 [ɐ]가 되었지만, [a] 지역에서 낮아진 /æ/ 변이형과의 충돌을 피하기 위해 현대 RP에서는 [ʌ]가 점점 더 많이 사용된다(trap-strut 합병).[115][116][117]
- happy의 무강세 마지막 모음 발음은 happy-tensing이라고 알려진 과정의 결과로 변화했다. happy의 오래된 발음은 모음 /ɪ/를 가졌겠지만, 더 현대적인 발음은 /iː/에 가까운 모음을 가진다.[118] 발음 핸드북과 사전에서는 이제 두 가지 가능성을 모두 포괄하기 위해 기호 /i/를 사용하는 것이 일반적이다.
- 현대 RP에서 슈와 /ə/가 있는 무강세 음절이 있는 여러 단어에서 이전 발음은 /ɪ/를 가졌다. 예를 들어, kindness, doubtless, witness, witless, toilet, fortunate의 마지막 모음이 그렇다.[107]
- /ɛː/ 음소(fair, care, there와 같은 단어에 사용됨)는 과거에 중앙 이중모음 [ɛə]로 실현되었지만, 현대 RP 화자 대부분은 이를 긴 단모음 [ɛː]로 발음한다.[107]
- /ɪə/(near, serious와 같은 단어에 사용됨) 및 /ʊə/(cure, rural과 같은 단어에 사용됨; /ɔː/와 합쳐지지 않은 경우) 음소 또한 [ɪː] 및 [ʊː~ɵː]로 단모음화되고 있지만, 이는 /ɛː/만큼 널리 퍼져 있지는 않다.[119][120]
- GOAT 이중모음의 기호화 변화는 시작점 발음의 변화를 반영한다. 이 이중모음에 대한 이전 설명은 [ö̞]에서 시작하여 [u]로 이동하는 것으로 묘사한다.[121] 이는 종종 /ou/ 또는 /oʊ/로 기호화되었다. 현대 RP에서 시작점은 비원순화되고 중앙화되었으며, /əʊ/로 기호화된다.[112]
- LOT 및 THOUGHT-NORTH-FORCE의 모음은 전통적으로 /ɒ/ 및 /ɔː/로 전사되었으며, 음질 면에서 상향 이동하여 현재 [ɔ] 및 [oː]에 가깝다.[122][123][124][125]
- FOOT 및 GOOSE의 모음은 전통적으로 /ʊ/ 및 /uː/로 전사되었으며, 전방화 및 입술 원순화 감소를 겪었다.[126](음성학적으로는 각각 [ʊ̜̈] 및 [ʉ̜ː]로 전사될 수 있다.)
- 위에서 언급했듯이, TRAP 모음 /æ/는 더 개방적인, 즉 기본 [a]에 가까운 소리로 변했다.[127][102][112]

| 키워드  | 오래된 RP | 전통적인 RP | 현대적인 RP |
| ------- | --------- | ----------- | ----------- |
| commA   | ə         | ə           | ə           |
| lettER  | ə         | ə           | ə           |
| TRAP    | æ         | æ           | a           |
| BATH    | ɑ̟ː        | ɑ̟ː          | ɑ̟ː          |
| PALM    | ɑ̟ː        | ɑ̟ː          | ɑ̟ː          |
| START   | ɑ̟ː        | ɑ̟ː          | ɑ̟ː          |
| LOT     | ɒ         | ɒ           | ɔ           |
| CLOTH   | ɔː        | o̞ː          | ɔ           |
| THOUGHT | ɔː        | o̞ː          | o̞ː          |
| NORTH   | ɔː        | o̞ː          | o̞ː          |
| FORCE   | (ɔə~)ɔː   | o̞ː          | o̞ː          |
| STRUT   | ʌ̈         | ɐ           | ɐ~ʌ̈~ɑ̈       |
| FOOT    | ʊ         | ʊ           | ɵ           |
| GOOSE   | uː        | ʊu̟          | ʊ̈ʉ~ɪ̈ɨ       |
| CURE    | ʊə        | ʊə          | o̞ː          |
| DRESS   | e̞         | e̞           | ɛ           |
| KIT     | ɪ         | ɪ           | ɪ̞           |
| happY   | ɪ         | ɪ           | ɪi          |
| FLEECE  | iː        | ɪi          | ɪi          |
| NEAR    | ɪə        | ɪə          | ɪə~ɪː       |
| NURSE   | əː~ɜː     | əː~ɜː       | əː~ɜː       |
| FACE    | e̞ɪ        | e̞ɪ          | ɛɪ          |
| SQUARE  | ɛə        | ɛə          | ɛː          |
| GOAT    | ö̞ʊ        | əʊ          | əʉ          |
| PRICE   | aɪ        | äɪ          | ɑ̟ɪ          |
| MOUTH   | äʊ        | ɑ̟ʊ          | aʊ          |
| CHOICE  | ɔɪ        | ɔ̝ɪ          | oɪ          |

### 자음
- 19세기 후반의 용인 발음 화자들에게는 which, whistle, whether와 같은 단어에서 자음 조합 ⟨wh⟩를 무성 양순 연구개 마찰음 /ʍ/(또한 /hw/로 전사됨)로 실현하는 것이 일반적이었다. 이는 21세기에도 아일랜드, 스코틀랜드, 미국 일부 지역의 많은 화자들의 발화에서 여전히 들을 수 있다. 그러나 20세기 초부터는 /ʍ/ 음소가 RP의 특징이 아니게 되었으며, 과장되게 정확한 말하기 스타일을 제외하고는 나타나지 않는다(wine-whine 합병).[128]
- RP에서 성문음화가 상당히 증가했으며, 가장 흔한 형태는 성문 강화이다. 이는 20세기 초부터 RP에 대한 저술가들에 의해 언급되어 왔다.[129] 워드는 neutral의 [njuːʔtrəl]과 reckless의 [reʔkləs]와 같은 발음을 언급한다. /tʃ/의 성문음화는 오늘날 RP에서 강세 음절 끝에 올 때 널리 퍼져 있으며, butcher [bʊʔtʃə]와 같다.[130]
- /r/이 탄음 [ɾ]로 실현되는 것은 RP에서 대부분 사라졌지만, 20세기 전반의 영화와 방송에서 들을 수 있다. very라는 단어는 자주 [veɾɪ]로 발음되었다. 그러나 같은 소리가 강세 음절 뒤에 모음 사이에 올 때 /t/의 이음으로 발음되기도 하는데, 이는 미국 영어에서 흔히 볼 수 있는 "플랩화된 /t/"이다. 음성학적으로는 /d/에 더 가깝게 들리며, 이러한 발음은 때때로 /t/ 유성음화라고도 불린다.[131]

### 특정 단어의 변화
개별 단어 또는 소수의 단어 발음에서 변화가 발생한 여러 사례를 확인할 수 있다.
- 미사(종교 의식)를 의미하는 단어 Mass는 RP의 오래된 버전에서는 종종 /mɑːs/로 발음되었지만, 이제는 거의 항상 /mæs/로 발음된다.
- 부정관사 an은 전통적으로 무강세 모음이 즉시 뒤따르는 유성 /h/ 앞에 사용되었다. 예를 들어 'an hyaena'와 같다.[132] 이는 이제 특히 말하기에서 흔하지 않으며, 'horrific' 및 'historical'과 같은 일부 자주 사용되는 단어에만 국한될 수 있다.[133][134][135]

## 다른 영어 변종과의 비교
- 북잉글랜드를 제외한 다른 대부분의 영어 변종과 마찬가지로 RP는 foot–strut 분할을 겪었다. 따라서 put/putt와 같은 쌍은 다르게 발음된다.[136]
- RP는 비음R 악센트이므로, 모음이 즉시 뒤따르지 않는 한 /r/은 나타나지 않는다. father/farther, caught/court, formally/formerly와 같은 쌍은 동음이의어이다.[137]
- 여러 북미 영어 악센트와는 달리 RP는 Mary–marry–merry, nearer–mirror, 또는 hurry–furry 합병을 겪지 않았다. 이 모든 단어들은 서로 구별된다.[138]
- 많은 북미 악센트와는 달리 RP는 father–bother 또는 cot–caught 합병을 겪지 않았다.
- RP는 /n/, /t/, /d/, /z/, /θ/ 뒤에 yod-dropping이 없지만, 일부 RP 화자들은 /s/와 /l/ 뒤에 yod-dropping이 있다. 따라서 new, tune, dune, resume, enthusiasm은 /nuː/, /tuːn/, /duːn/, /rɪˈzuːm/, /ɪnˈθuːziæzm/ 대신 /njuː/, /tjuːn/, /djuːn/, /rɪˈzjuːm/, /ɪnˈθjuːziæzm/으로 발음된다. 이는 많은 동앵글리아 영어 및 이스트 미들랜드 영어 변종과 미국 영어의 많은 형태(일반 미국 영어 포함)와 대조된다. pursuit 및 allure와 같은 단어에서는 두 가지 발음(yod가 있는 발음과 없는 발음) 모두 RP에서 들을 수 있지만, 주요 사전들은 pursuit에 대해서는 yod가 있는 발음만 나열한다.[139][140][141] 그러나 시간이 지남에 따라 yod가 사라진 여러 단어가 있다. 예를 들어, suit라는 단어는 원래 RP에서 yod가 있었지만 이제는 극히 드물다.
- /t/와 /d/의 플랩 변이형(웨스트 컨트리, 얼스터 대부분, 일반 미국 영어를 포함한 대부분의 북미 변이형, 오스트레일리아 영어, 남아프리카의 케이프 컬러드 방언에서와 같이)은 자주 사용되지 않는다.
- RP는 wine–whine 합병을 겪었다(따라서 /hw/는 음성 훈련 결과 이 구별을 습득한 사람들을 제외하고는 존재하지 않는다).[142] 런던에 기반을 둔 왕립연극학교는 여전히 국제적인 폭넓은 이해를 위해 이 두 소리를 별개의 음소로 가르친다. 이들은 또한 스코틀랜드와 아일랜드의 대부분, 잉글랜드 북동부, 미국 남동부의 대부분 지역에서 서로 구별된다.[142]
- 잉글랜드의 영어의 다른 일부 변종과는 달리, head 또는 horse와 같은 단어에서 H-묵음화는 없다.[143] "as hard as he could"와 같은 서둘러 말하는 구문에서는 h-묵음화가 he라는 단어에 일반적으로 적용된다.
- 대부분의 남반구 영어 및 북미 영어 악센트와는 달리, RP는 약모음 합병을 겪지 않았다. 즉, Lenin/Lennon과 같은 쌍은 구별된다.[144]
- 전통적인 RP에서 [ɾ]는 /r/의 이음이다(강세 음절 뒤의 모음 사이, /θ/, /ð/ 뒤, 때로는 /b/, /ɡ/ 뒤에도 사용된다).[145][146][147]

## 음성 샘플
국제 음성 협회 저널은 특정 언어 또는 악센트의 음성학적 개요를 제시하는 "IPA 삽화"를 정기적으로 발행한다. 일반적으로 북풍과 태양의 전통적인 이야기를 녹음하여 설명을 기반으로 한다. 영국 영어(용인 발음)의 IPA 삽화가 있다.
여성 화자는 1953년에 태어나 옥스퍼드 대학교에서 교육받았다고 설명된다. 녹음에는 정자, 음소, 이음의 세 가지 전사가 함께 제공된다.

음소
ðə ˈnɔːθ ˈwɪnd ən ðə ˈsʌn wə dɪˈspjuːtɪŋ ˈwɪtʃ wəz ðə ˈstrɒŋɡə, wen ə ˈtrævl̩ə ˌkeɪm əˌlɒŋ ˈræpt ɪn ə ˈwɔːm ˈkləʊk. ðeɪ əˈɡriːd ðət ðə ˈwʌn hu ˈfɜːst səkˈsiːdɪd ɪn ˈmeɪkɪŋ ðə ˈtrævlə ˌteɪk hɪz ˈkləʊk ɒf ʃʊd bi kənˌsɪdəd ˈstrɒŋɡə ðən ðɪ ˈʌðə. ˈðen ðə ˌnɔːθ wɪnd ˈbluː əz ˈhɑːd əz ɪ ˈkʊd, bət ðə ˈmɔː hi ˈbluː ðə ˌmɔː ˈkləʊslɪ dɪd ðə ˈtrævlə ˈfəʊld hɪz ˌkləʊk əˈraʊnd hɪm, ænd ət ˈlɑːst ðə ˈnɔːθ wɪnd ˌɡeɪv ˈʌp ðɪ əˈtempt. ˈðen ðə ˈsʌn ˌʃɒn aʊt ˈwɔːmlɪ, ænd əˈmiːdiətli ðə ˈtrævlə ˈtʊk ɒf ɪz ˈkləʊk. n̩ ˌsəʊ ðə ˈnɔːθ ˈwɪn wəz əˈblaɪdʒd tʊ kənˈfes ðət ðə ˈsʌn wəz ðə ˈstrɒŋɡr̩ əv ðə ˈtuː.
이음
ðə ˈnɔːθ ˈw̥ɪnd ən̪n̪ə ˈsʌn wə dɪˈspj̊u̟ːtɪŋ ˈwɪʔtʃ wəz ðə ˈstɹ̥ɒŋɡə, wen ə ˈtɹ̥ævl̩ə ˌkʰeɪm əˌlɒŋ ˈɹæptʰ ɪn ə ˈwɔːm ˈkl̥əʊkˣ. ðeɪ əˈɡɹ̥iːd̥ ð̥əʔ ðə ˈwʌn ɦu ˈfɜːs səkˈsiːdɪd ɪmˈmeɪxɪŋ ðə ˈtɹ̥ævlə ˌtʰeɪk̟x̟ɪs ˈkl̥əʊk ɒf ʃʊbbi kʰənˌsɪdəd̥ ˈstɹɒŋɡə ð̥ən̪n̪i ˈʌðə. ˈðen̪n̪ə ˌnɔːθ w̥ɪnd ˈbluː əz̥ ˈhɑːd̥ əs ɪ ˈkʊd, bət̬ ð̥ə ˈmɔː hi ˈblu̟ː ðə ˌmɔ ˈkl̥əʊsl̥i d̥ɨd ð̥ə ˈtɹ̥æv̥lə ˈfəʊld̥ hɪz̥ ˌkl̥əʊkʰ əˈɹaʊnd hɪm, ænd ət ˈl̥ɑːst ð̥ə ˈnɔːθ w̥ɪnd ˌɡ̊eɪv̥ ˈʌp ði̥ əˈtʰemʔt. ˈðen̪n̪ə ˈsʌn ˌʃɒn aʊt ˈwɔːmli, ænd əˈmiːdiətl̥i ð̥ə ˈtɹ̥ævlə ˈtʰʊk ɒf ɪz̥ ˈkl̥əʊkˣ. n̩ ˌsəʊ ðə ˈnɔːθ ˈw̥ɪn wəz̥ əˈblaɪdʒ̊ tʰɵ kʰənˈfes ð̥əʔ ð̥ə ˈsʌn wəz̥z̥ə ˈstɹ̥ɒŋɡɹ̩ əv̥ ð̥ə ˈtʰu̟ː.
정자
The North Wind and the Sun were disputing which was the stronger, when a traveller came along wrapped in a warm cloak. They agreed that the one who first succeeded in making the traveller take his cloak off should be considered stronger than the other. Then the North Wind blew as hard as he could, but the more he blew the more closely did the traveller fold his cloak around him, and at last the North Wind gave up the attempt. Then the Sun shone out warmly, and immediately the traveller took off his cloak. And so the North Wind was obliged to confess that the Sun was the stronger of the two.

## 유명한 화자
다음 사람들은 RP 화자로 묘사되었다.
- 영국 왕실[149][150]
- 줄리 앤드루스, 배우 및 가수[151][152]
- 데이비드 애튼버러, 방송인 및 박물학자[153][154]
- 리처드 애튼버러, 배우 및 영화 감독[155]
- 에밀리 블런트, 배우[156]
- 가일즈 브랜스레드, 방송인, 작가 및 전 정치인[157][158]
- 데이비드 캐머런, 전 영국 총리 (2010–2016)[159][160]
- 데버러 캐번디시 데번셔 공작부인, 귀족 및 작가[161]
- 노엘 카워드, 극작가, 작곡가 및 배우[162]
- 주디 덴치, 배우[163]
- 데이비드 딤블비, 언론인 및 전 진행자[164]
- 크리스토퍼 에클스턴, 배우[165]
- 루퍼트 에버렛, 배우[166]
- 레이디 안토니아 프레이저, 작가 및 역사가[161]
- 콜린 퍼스, 배우[167]
- 스티븐 프라이, 배우 및 작가[168]
- 휴 그랜트, 배우[169][170]
- 톰 히들스턴, 배우[160]
- 크리스토퍼 히친스, 작고한 작가이자 언론인[171]
- 제러미 아이언스, 배우[172]
- 보리스 존슨, 전 영국 총리 (2019–2022)[166]
- 실리아 존슨, 배우[173]
- 버네사 커비, 배우[163]
- 거트루드 로런스, 배우, 가수, 댄서 및 뮤지컬 코미디 배우[162]
- 나이젤라 로슨, 푸드 작가 및 텔레비전 요리사[174][175]
- 크리스토퍼 리, 배우[176]
- 잔 리밍, 텔레비전 진행자 및 뉴스캐스터[177]
- 로즈 레슬리, 배우[178][179]
- 조애나 럼리, 배우[180]
- 테리사 메이, 전 영국 총리 (2016–2019)[181][182]
- 헬렌 미렌, 배우[183]
- 케리 멀리건, 배우[163]
- 로런스 올리비에, 배우 및 감독[173]
- 제러미 팩스먼, 방송인 및 TV 진행자[161]
- 에디 레드메인, 배우[184]
- 제이컵 리스모그, 전 하원 원내대표 (2019–2022)[185]
- 브라이언 수얼, 미술 평론가[186][187]
- 매기 스미스, 배우[188]
- 패트릭 스튜어트, 배우[173]
- 에드워드 스터턴, 방송인 및 언론인[189]
- 마거릿 대처, 전 영국 총리 (1979–1990)[190]
- 엠마 톰슨, 배우[191][167]
- 피비 월러브리지, 배우, 각본가 및 프로듀서[173]
- 엠마 왓슨, 배우[192]
- 저스틴 웰비, 전 캔터베리 대주교 (2013–2025)[149]
- 로완 윌리암스, 전 캔터베리 대주교 (2002–2012)[149]

## 같이 보기
- 악센트 인지
- 영어 철자 개혁
- 굿 아메리칸 스피치
- 언어 규범
- 위신 (사회언어학)
- 왕의 영어
- U 영어와 non-U 영어

## 참고
1. ↑  Roach (2009, 20쪽)'s notes on one of the reasons for not treating these two phonemes as diphthongs: "I mention above that iː, uː are often pronounced as slightly diphthongal: although this glide is often noticeable, I have never found it helpful to try to teach foreign learners to pronounce iː, uː in this way."

## 참고 문헌
- Collins, Beverley; Mees, Inger M. (2003) [First published 1981], 《The Phonetics of English and Dutch》 5판, Leiden: Brill Publishers, ISBN 9004103406
- Collins, Beverley; Mees, Inger (2013) [First published 2003], 《Practical Phonetics and Phonology: A Resource Book for Students》 3판, Routledge, ISBN 978-0-415-50650-2
- Cruttenden, Alan (2008), 《Gimson's Pronunciation of English》 7판, London: Hodder, ISBN 978-0340958773
- Cruttenden, Alan (2014), 《Gimson's Pronunciation of English》 8판, Routledge, ISBN 9781444183092
- Crystal, David (2003), 《The Cambridge Encyclopedia of the English Language》 2판, Cambridge University Press, ISBN 0-521-53033-4
- Crystal, David (2005), 《The Stories of English》, Penguin
- DuPonceau, Peter S. (1818), 〈English phonology; or, An essay towards an analysis and description of the component sounds of the English language.〉, 《Transactions of the American Philosophical Society》 1, 259–264쪽
- Ellis, Alexander J. (1869), 《On early English pronunciation》, New York, (1968): Greenwood Press
- Elmes, Simon (2005), 《Talking for Britain: A journey through the voices of our nation》, Penguin, ISBN 0-14-051562-3
- Fishman, Joshua (1977), “"Standard" versus "Dialect" in Bilingual Education: An Old Problem in a New Context”, 《The Modern Language Journal》 61 (7): 315–325, doi:10.2307/324550, JSTOR 324550
- Gimson, Alfred C. (1970), 《An Introduction to the pronunciation of English》, London: Edward Arnold
- Gimson, Alfred C. (1980), 《Pronunciation of English》 3판
- Gupta, Anthea Fraser (2005), “Baths and becks” (PDF), 《English Today》 21 (1): 21–27, doi:10.1017/S0266078405001069, ISSN 0266-0784, S2CID 54620954
- Halle, Morris; Mohanan, K. P. (1985), “Segmental Phonology of Modern English”, 《Linguistic Inquiry》 (The MIT Press) 16 (1): 57–116, JSTOR 4178420
- Hudson, Richard (1981), “Some Issues on Which Linguists Can Agree”, 《Journal of Linguistics》 17 (2): 333–343, doi:10.1017/S0022226700007052, S2CID 144125788
- International Phonetic Association (1999), 《Handbook of the International Phonetic Association: A guide to the use of the International Phonetic Alphabet》, Cambridge University Press, ISBN 978-0521637510
- Jenkins, Jennifer (2000), 《The Phonology of English as an International Language》, Oxford
- Jones, Daniel (1917), 《English Pronouncing Dictionary》 1판, London: Dent
- Jones, Daniel (1926), 《English Pronouncing Dictionary》 2판
- Jones, Daniel (1967), 《An Outline of English Phonetics》 9판, Heffer
- Jones, Daniel (2011),  Roach, Peter; Setter, Jane; Esling, John, 편집., 《Cambridge English Pronouncing Dictionary》 18판, Cambridge University Press
- de Jong, Gea; McDougall, Kirsty; Hudson, Toby; Nolan, Francis (2007), 〈The speaker discriminating power of sounds undergoing historical change: A formant-based study〉, 《the Proceedings of ICPhS Saarbrücken》, 1813–1816쪽
- Ladefoged, Peter (2004), 《Vowels and Consonants》, Thomson
- Lindsey, Geoff (2019), 《English After RP: Standard British Pronunciation Today》, Palgrave Macmillan, ISBN 978-3-030-04356-8
- Lodge, Ken (2009), 《A Critical Introduction to Phonetics》, Continuum
- McArthur, Tom (2002), 《The Oxford Guide to World English》, Oxford University Press
- McDavid, Raven I. (1965), “American Social Dialects”, 《College English》 26 (4): 254–260, doi:10.2307/373636, JSTOR 373636
- Mugglestone, Lynda (2003), 《'Talking Proper': The Rise of Accent as Social Symbol》 2판, Oxford University Press
- Newbrook, Mark (1999), 〈West Wirral: norms, self-reports and usage〉,   Foulkes, Paul; Docherty, Gerald J., 《Urban Voices》, 90–106쪽
- Pearce, Michael (2007), 《The Routledge Dictionary of English Language Studies》, Routledge
- Pearsall, Judy, 편집. (1999), 《The Concise Oxford English Dictionary》 10판
- Petyt, K. M. (1985), 《Dialect and Accent in Industrial West Yorkshire》, John Benjamins Publishing
- Ramsaran, Susan (1990), 〈RP: fact and fiction〉, 《Studies in the Pronunciation of English: A commemorative volume in honour of A. C. Gimson》, Routledge, 178–190쪽
- Roach, Peter (2004), “British English: Received Pronunciation” (PDF), 《Journal of the International Phonetic Association》 34 (2): 239–245, doi:10.1017/S0025100304001768 (년 이후로 접속 불가 2024-11-25), S2CID 144338519
- Roach, Peter (2009), 《English Phonetics and Phonology》 4판, Cambridge University Press, ISBN 978-0-521-40718-2
- Roach, Peter (2011), 《Cambridge English Pronouncing Dictionary》 18판, Cambridge: Cambridge University Press, ISBN 9780521152532
- Roca, Iggy; Johnson, Wyn (1999), 《A Course in Phonology》, Blackwell Publishing
- Rogaliński, Paweł (2011), 《British Accents: Cockney, RP, Estuary English》, Łódź, ISBN 978-83-272-3282-3
- Schmitt, Holger (2007), “The case for the epsilon symbol (ɛ) in RP DRESS”, 《Journal of the International Phonetic Association》 37 (3): 321–328, doi:10.1017/S0025100307003131, S2CID 143444452
- Shockey, Linda (2003), 《Sound Patterns of Spoken English》, Blackwell
- Trudgill, Peter (1999), 《The Dialects of England》, Blackwell
- Upton, Clive (2004), 〈Received Pronunciation〉, 《A Handbook of Varieties of English》, Walter de Gruyter, 217–230쪽
- Upton, Clive; Kretzschmar, William A.; Konopka, Rafal (2001), 《Oxford Dictionary of Pronunciation for Current English》, Oxford: Oxford University Press
- Wells, John C. (1970), “Local accents in England and Wales”, 《Journal of Linguistics》 6 (2): 231–252, doi:10.1017/S0022226700002632, S2CID 143523909
- Wells, John C. (1982), 《Accents of English I: An Introduction》, Cambridge, New York: Cambridge University Press, ISBN 0-521-29719-2
- Wells, John C. (2008), 《Longman Pronunciation Dictionary》 3판, Longman, ISBN 9781405881180
- Wiik, K. (1965), 《Finnish and English Vowels》, B 94, Annales Universitatis Turkensis
- Wikström, Jussi (2013), “An acoustic study of the RP English LOT and THOUGHT vowels”, 《Journal of the International Phonetic Association》 43 (1): 37–47, doi:10.1017/S0025100312000345, S2CID 146863401
- Wise, Claude Merton (1957), 《Introduction to phonetics》, Englewood Cliffs
- Wright, Joseph (1905), 《English Dialect Grammar》
- Wyld, Henry C. K. (1927), 《A short history of English》 3판, London: Murray